# Kermes kuwanae
Kermes kuwanae är en insektsart som beskrevs av Hiroshi Kanda 1932. Kermes kuwanae ingår i släktet Kermes och familjen eksköldlöss. Inga underarter finns listade i Catalogue of Life.